# Gerek Meinhardt
Gerek Lin Meinhardt, född 27 juli 1990 i San Francisco, är en amerikansk fäktare som tävlar i florett.
Meinhardt blev olympisk bronsmedaljör i florett vid sommarspelen 2016 i Rio de Janeiro.